# Stallur
Stallur är ett berg på ön Streymoy i Färöarna. Det ligger i sýslan Streymoyar sýsla, i den centrala delen av landet, 12 km nordväst om huvudstaden Tórshavn. Toppen på Stallur är 614 meter över havet. 